# Adresseløs forsendelse
En adresseløs forsendelse er en tryksag, der omdeles til samtlige husstande i et givent område.
Typisk er der tale om tilbudsaviser, men det kan også være gratisaviser, lokale ugeaviser eller telefonbøger. Omdeling af adresseløse forsendelser udgøre en betragtelig del af Post Danmarks forretningsgrundlag, men varetages nu af distributører som FK Distribution er på dette marked. 
Det er muligt at framelde sig modtagelsen af adresseløse forsendelser ved at tilmelde sig nej tak, som er nogle retningslinjer, hvor et skilt på postkassen markerer, at man ikke ønsker tryksagerne.
Omdeling af adresseløse forsendelser reguleres gennem Markedsføringsloven.